# 런던 대화재

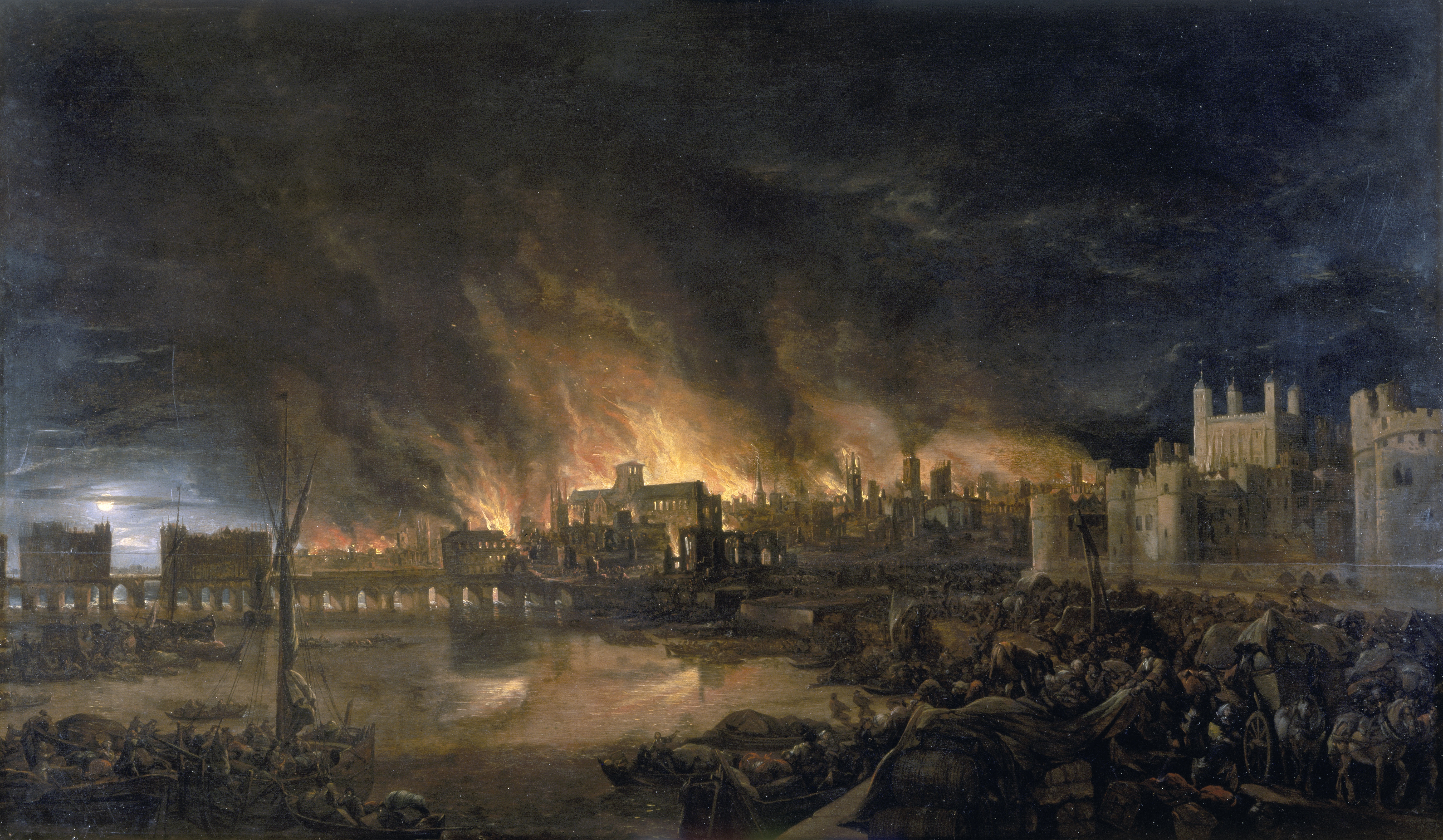
1666년 9월 4일 화요일 저녁에서 세인트캐서린 부두를 배경을 그린 것으로 추정되는 무명의 화가의 작품이다. 왼쪽에는 런던 교가 있으며, 오른쪽에는 런던탑이 불타고 있는 모습이다. 이전의 세인트폴 대성당은 작품의 배경과는 먼 곳에 위치해 있었기 때문에 묘사되지는 않았다.

런던 대화재( - 大火災, 영어: Great Fire of London)은 1666년 9월 2일 일요일부터 9월 6일 목요일까지 런던을 휩쓴 화재이다. 화재는 시티오브런던의 내부에 있는 런던 월을 대부분 태웠으며, 시티오브웨스터민스터의 귀족 지구와, 찰스 2세의 화이트홀궁 또는 많은 슬럼들까지 위협했으나 도달하지는 못했다. 화재로 인한 피해는 13,200채의 가옥과 87채의 교구 교회, 세인트폴대성당, 그리고 대부분의 건물들을 파괴해 버렸다. 이는 도시의 8만 명의 주민들 중에서 약 7만 명의 집을 파괴한 것으로 추정된다.
사망자 수는 정확히 알려진 바가 없으나, 사망이 정확히 확인이 되었던 사망자가 6명이었기에, 6명 혹은 그 이상이지만 많은 숫자라고 생각되지는 않았다. 하지만 이 추측은 가난한 사람들이나 중산층 사람들의 죽음이 세어지지 않았고, 화재의 열기가 많은 사망자들의 흔적을 녹였을 가능성이 높아서 최근에 이 의견이 뒤집히고 있다. 불이 시작되었던 푸딩 레인에서 고고학자들이 발견한 녹은 도자기 조각은 온도가 1,250 ℃ (2,280 ℉; 1,520 K)도까지 올라갔다는 것이 밝혀졌다.

## 화재의 원인과 결과
런던 대화재의 시작은 9월 2일 일요일 자정이 지난 직후에 푸딩 레인의 토마스 패리너가 운영하던 제과점에서 불이 시작되었다. 불은 동풍으로 인해 서쪽으로 번지며 시티오브런던을 덮치게 됐다. 당시의 주요 화재 진압 방법은 건물을 철거하며, 그곳에 방화벽을 설치하여 소화를 하는 방식이었다. 하지만 방화벽 설치는 당시 런던 시장경이었던 토마스 블러드워스의 우유부단함으로 인해 지연이 되었고, 일요일 밤에 대규모 철거의 명령이 내려졌을 때에는 이미 바람이 제과점의 불을 더욱 거세게 키워버려서 계획이 흐지부지됐다. 불은 월요일이 됐을 때, 시내의 중심부로 파고 들었다.
길거리는 질서가 무너지고, 혼란에 가득찼다. 수상하고 이상한 외국인들이 불을 질렀다는 소문이 그 원인이었는데, 당시 영국은 제 2차 영국-네덜란드 전쟁이 한창이었고, 적국이었던 프랑스와 네덜란드에게 포커스가 맞추어져 있었다. 이로 인해 화재로 집을 잃어버린 노숙자들은 길바닥으로 앉게 되었고, 이상한 소문으로 인해 린치와 폭력의 희생자가 되어버렸다. 화요일에는 불이 도시의 더 많은 곳을 파괴하였다. 또한 세인트폴 대성당을 파괴하고, 플리트 강을 뛰어넘어서 화이트홀에 위치한 찰스 2세의 화이트홀궁을 위협하자, 사람들이 힘을 합쳐 일제히 불을 막기 위해 노력하였다. 다행히도 불을 번지게 했던 강한 동풍이 잦아들었고, 런던탑의 수비대들이 화약으로 하여금 효과적인 방화벽을 만들었다는 두 가지 요인 덕분에 불이 더 이상 번지지는 않았다.

대화재로 인하여 야기된 사회·경제적 문제들은 도저히 견디기 힘들 정도까지 부풀어 오르게 되었다. 찰스 2세는 런던 시민들에게 다른 곳의 정착을 권유하기도 했고, 몇몇 난민들을 추방하기까지 하였다. 이런 비용 절감을 위한 추방 정책으로 인해 찰스 2세는 런던 내에서의 반란을 두려워했다. 그래서, 런던은 급진적이고 효율적인 다른 도로 재건 제안에도 불구하고, 화재 전에 사용되었던 도로와 본질적으로는 같은 것을 사용해서 재건을 하게 된다.

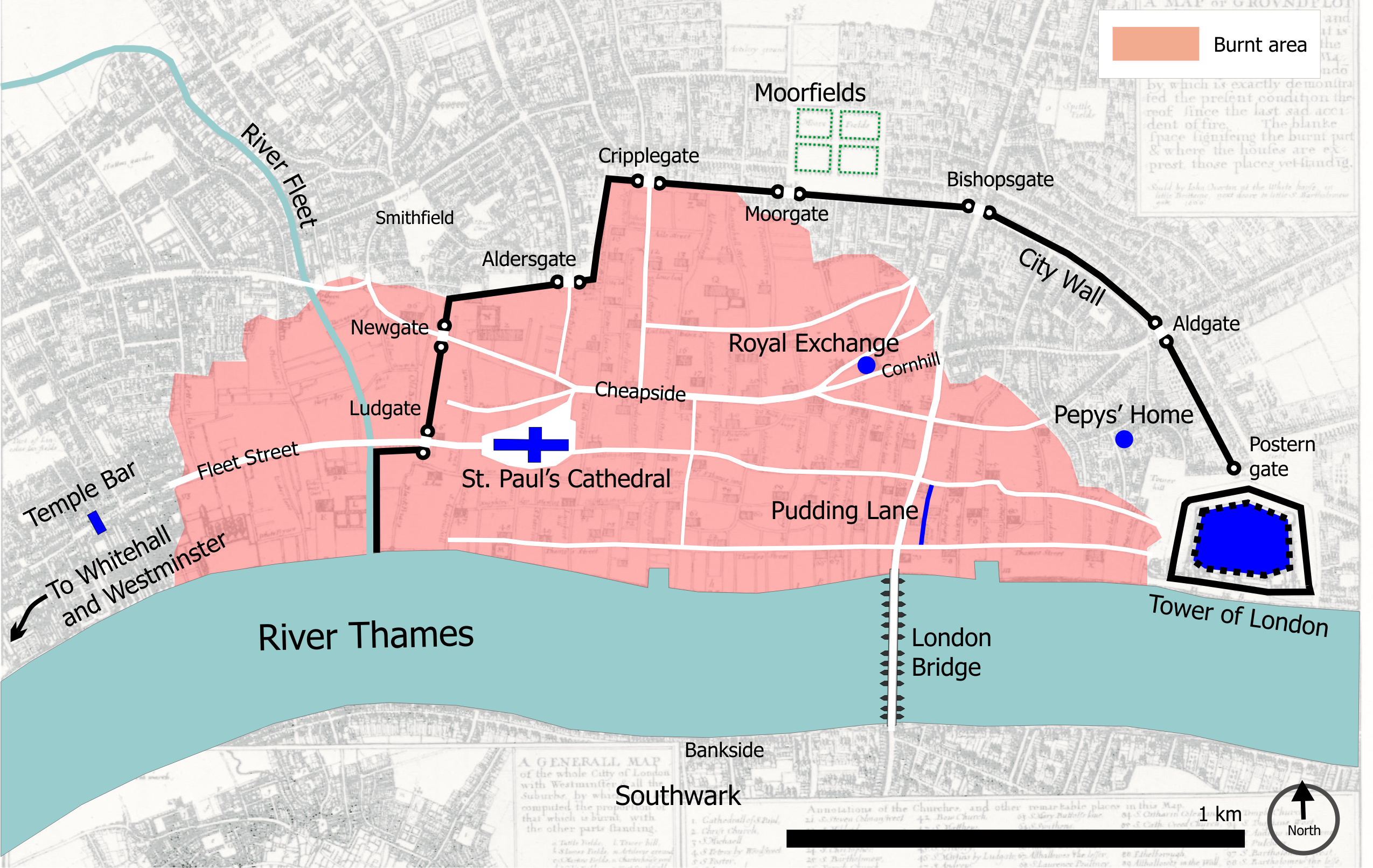
1666년 센트럴런던의 지도. 분홍색으로 표시되어 있는 부분이 대화재로 인해 타버린 면적이다.

## 1660년대 런던
1660년대까지 런던은 영국에서 가장 큰 도시였고, 그 인구가 50만 명에 육박하는 수였다. 하지만, 이 인구는 1665년에 불어닥친 런던 대역병에 의해 한풀 꺾이게 된다. 당시 초만원이었던 빈민가에서는 위생 상태가 최악이었다. 런던 월 안의 작은 공간에는 위생 시설도 없었고, 거리의 중심을 따라서 열린 배수구가 흘러갔다. 자갈들은 온통 동물의 배설물이나, 쓰레기, 걸레 등으로 미끈거렸고, 여름에는 진흙투성이에 파리떼가 들끓고 겨울에는 하수구가 넘쳐흐르기 일쑤였다. 사람들은 도로 청소부를 고용했고, 청소부들은 부패한 쓰레기들을 벽 밖으로 옮겼는데, 이때 났던 악취는 압도적이었다. 사람들은 모두 코를 손이나 손수건, 꽃다발 등으로 악취를 막으려했다. 또한 석탄이나 생필품 등은 대부분 도로로 왔다. 물건을 옮기는데 수레와 마차, 보행자들이 붐벼 성벽의 출입구는 병목현상이 일어났다. 부자들은 더러워지지 않기 위해 마차를 탔고, 마차의 바퀴로 오물이 튀기며, 오염된 물들만 잔뜩 있었다. 또한 비누 공장이나, 양조장, 제련소 등에서 검은 연기도 질식할 듯이 뿜어져 나왔다.
이런 런던과 당시 바로크의 성지였던 파리를 대조한 존 이블린은 런던을 "wooden, northern, and inartificial congestion of Houses."(나무, 북쪽, 그리고 자연 그대로의 혼잡한 집들.)이라고 표현하였다. 여기서 "inartificial" (자연 그대로의)이 의미하는 것은 규제가 없는 것과 유기적인 성장은 오직 임시변통일 뿐이라는 말이다.
런던은 약 4세기 동안 로마의 정착지였으며, 런던 월 내의 사람들은 점진적으로 늘어나며 사람들이 더욱 붐비게 되었다. 또한 벽을 넘어서 외곽에 위치해 있는 쇼어디치나 홀본, 서더크 등의 외딴 빈민가들을 만들게 되고, 독립시였던 시티오브웨스트민스터의 일부까지 포함이 될 만큼 넓게 도달하게 됐다.
17세기 후반까지, 도시의 성벽과 템스강으로 경계를 이룬 도시는 700 에이커 (2.8㎢; 1.1 제곱 마일) 로, 런던 주민의 6분의 1인 8만 명의 거주지가 있었다. 사람들은 대부분 런던의 시민들이 살고 있는 곳의 교외로 나가 자리를 잡았다. 이 도시는 지금처럼 수도 중에서 상업의 중심이었고, 무역과 제조업 계층의 사람들이 지배하는 당시 영국에서 가장 큰 시장이었고, 가장 바쁜 항구였다.
귀족들은 이런 도시를 저버리고, 빈민가가 위치한 교외 너머의 시골이나 화이트홀의 찰스 2세의 궁정터였던 현재의 웨스트엔드오브런던 지역에 살았다. 1665년에 일어난 런던 대역병으로 인해 엄청난 수의 흑사병 환자들이 생겨나게 된 후에는 교통체증이 많고, 오염이 되어 있으며 건강에 해로운 도시로부터는 시골이나 궁정터가 훨씬 편리하였기 때문이다.
도시와 왕가와의 관계는 서로 팽팽한 관계에 있었다. 시티오브런던은 1642년부터 1651년까지 벌어졌던 잉글랜드 내전내의 공화주의의 거점이었고, 부유하고 경제적으로 활발한 도시였던 런던은 1660년대 초에서 런던 내에서 일어났던 여러 번의 봉기가 증명하듯, 찰스 2세에게는 큰 위협이 될 가능성이 높았다. 시티오브런던의 치안판사들은 대개 잉글랜드 내전에서 싸웠던 세대였고, 찰스 2세의 아버지인 찰스 1세의 권력 장악이 범국가적으로 어떤 큰 영향을 끼쳤는지 기억했다.
치안판사들은 찰스 1세와 찰스 2세의 비슷한 정책 등을 방해할 작정이었고, 대화재가 도시를 위협하자 찰스가 제안한 군인과 다른 자원들의 지원을 거절하기도 했다. 그런 비상 상황에서도 평판이 그렇게 좋지 못했던 왕립군을 도시에 투입시켜 화재를 제압하겠다는 생각은 정치적으로 큰 비상이었다. 찰스가 런던 시장경이었던 토마스 블러드워스에게 그 지휘권을 넘겨받았을 무렵엔, 불은 이미 걷잡을 수 없이 커져버리게 되었다.

### 도시의 화재 위험

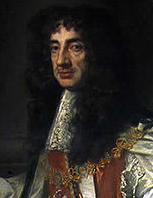
찰스 2세

당시 런던의 도로는 중세풍이었다. 좁고, 구불구불했으며, 자갈이 깔린 골목길들로 넘쳐났다. 1666년 런던 대화재가 발생하기 전에 몇 차례 큰 화재가 있었는데, 가장 마지막으로 일어났던 화재가 1632년의 화재였다. 나무로 집을 짓고, 풀로 지붕을 엮는 건축물은 당시에 금지였으나, 잦은 화재로 인한 저렴한 건축 자재들은 계속 사용되었다. 돌로 지은 석조 건축물들이 주였던 지역은 부유한 사람들이 모여 사는 곳들이었는데, 그곳은 상인과 중개인들의 저택들이 널찍이 있었는데, 초만원의 사람들을 감당하기 위해 그 안에 집이 많이 들어오게 되고, 공장 등의 화재 위험 요소가 다분한 시설도 들어오게 됐다. 원래 교구 내의 공장이나 대장간 등의 시설의 허가가 금지되어 있었으나, 실제로 당시에는 그런 것들이 다 무시된 채로 들어왔다.
도시 내의 거주지들은 이러한 열이나, 스파크, 오염 물질들과 뒤섞여 더러워질 정도로 붐볐고, 화재의 위험을 증가시키게 됐다. 당시 공동 주택의 형태는 제팅이라는 건축 기법을 사용한 건물들이 주로 건축되어 있었다. 이 기법은 위의 층들을 각각의 아래층 보다 조금씩 더 넓게 짓는 기법인데, 이렇게 되면 도로가 좁아도, 위에를 점점 넓히며 공간 사용을 극대화했다. 화재의 위험성은 위를 바라보면 닿을 듯 말 듯한 광경을 보면 쉽게 알 수 있었다. 하지만 이 제팅은 금지되었으나, 시민들의 탐욕과 치안판사들의 묵인이 제팅 기법이 사용되는 집들의 건축을 멈출 수 없었다. 1661년에 찰스 2세는 창문과 제팅 기법을 과도하게 사용한 집들을 더 이상 금지한다는 포고문을 썼지만, 지방 정부가 이를 대부분 무시했고, 1665년에 한 번 더, 강력하게 제재했고, 과도한 제팅으로 된 건축물들의 무단 철거를 승인했다. 하지만 이 조차도 별 소용은 없었다.
런던의 집들은 제팅 형식 말고도 와틀 앤 더브라는 건축 방식을 사용했다. 와틀이라는 얇은 욋가지를 서로 엮고, 진흙이나 모래 등을 섞어서 만든 반죽을 바라 벽을 만드는 것인데, 잘 만들어진 와틀 앤 더브 형식의 집들은 내화성과 내구성이 좋았으나, 오래되고 방치되었거나, 좋지 않은 재료로 만든 와틀 앤 더브 등은 쉽게 불이 붙을 수 있는 가연성의 재료가 되었다.

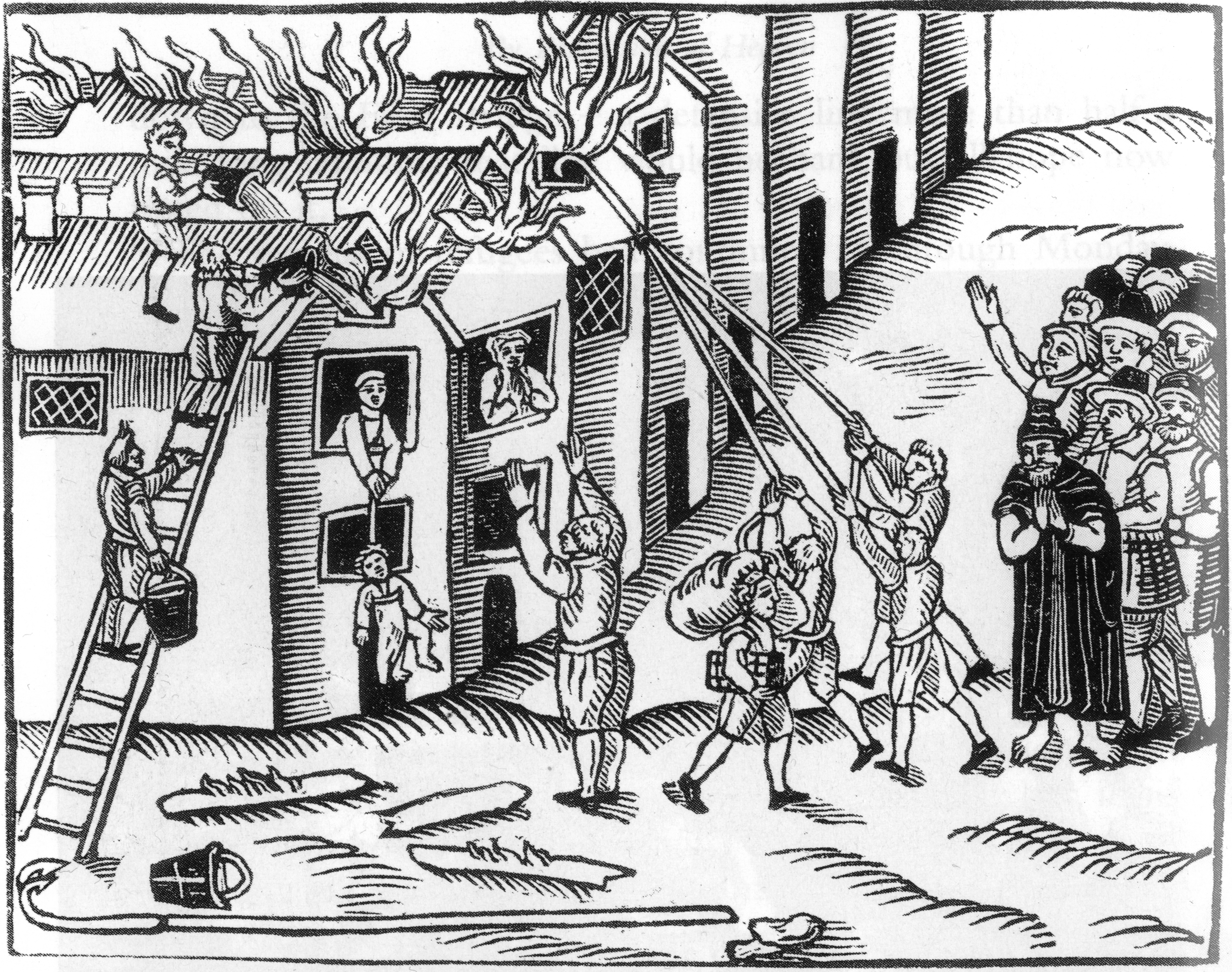
파이크폴을 사용하고, 긴 사다리로 사람들을 구출하며, 양동이로 불을 끄는 당시의 소방 활동을 그린 모습이다. 배경은 1612년.

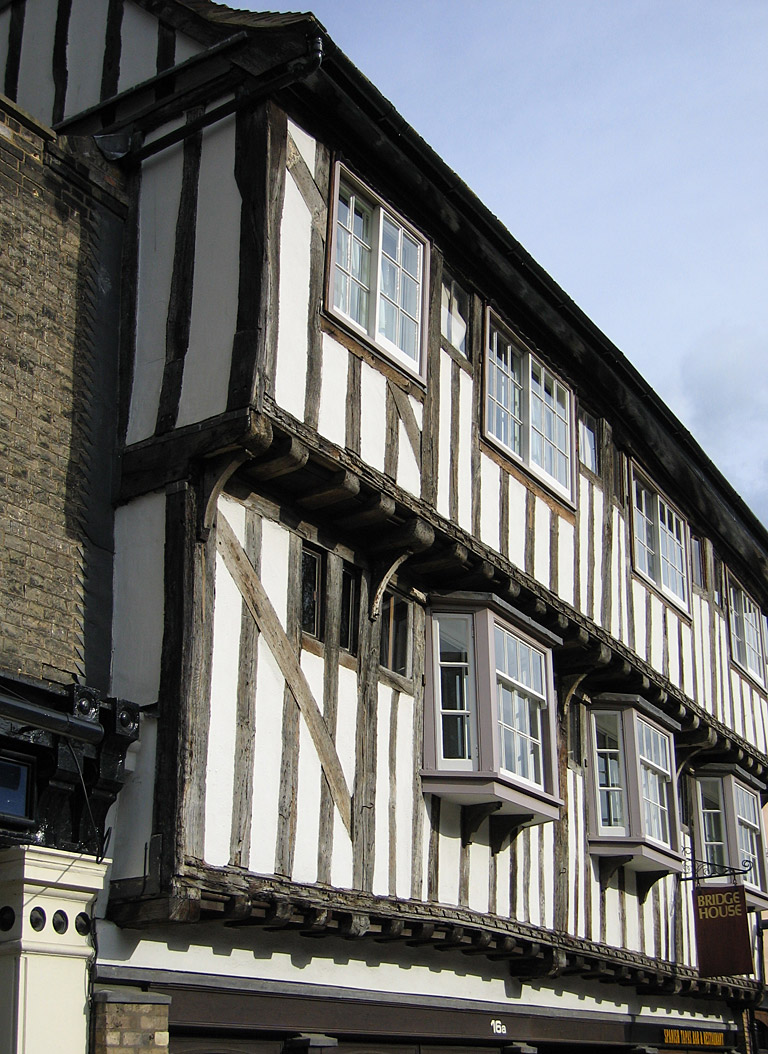
제팅 형식의 건축물.
와틀 앤 더브 형식의 건축물.

강변지대는 특히 대화재의 발달에 큰 영향을 끼쳤다. 템스강은 소방 시설과 보트로 탈출할 수 있는 길이 충분히 있었으나, 강변 근처의 가난한 지역들은 화재의 위험이 있는 가연성 물건을 놓은 저장고와 지하실이 많았다. 또한 흔들흔들한 내구성이 약한 나무판자와 타르 종이만으로 집을 지었던 가난한 사람들의 집 안과 그 근처에는 타르, 피치(지방유 등을 증류할 때 얻어지는 잔류물.) 등이 있었고, 송진, 대마, 아마가 널브러져 있었다고 한다.
런던 전체, 특히 템스강에는 당시에 검은 가루가 많았었다. 이는 올리버 크롬웰의 신식 군대 전의 군인들이 잉글랜드 내전 당시부터 민간인들의 집에 화약을 구비해야 했기 때문이었고, 런던탑에도 화약이 500~600t 정도가 저장되어 있었다. 배를 타고 다니는 잡화상들은 부두에서 나무통 안에 들은 화약을 배에 싣고 다니기도 했다.

### 17세기 소방
목조 건물들이 흔한 런던에서 불은 자주 일어났고, 벽난로나, 양초, 오븐, 가연성 저장고가 많았다. 경찰이나 소방대에 전화를 할 수 없었으나, 훈련을 받은 런던의 민병대가 원칙적으로 일반적인 비상사태가 일어났을 때 불을 꺼주었고, 불이 난 것을 알리는 것도 야간에 거리를 순찰하는 야경꾼과 경비원들이 언제나 있었다. 화재에 대처를 하기 위해 당시 런던 시민들이 자립적으로 공동체를 만들어서 현재의 소방관들을 대신하였고, 대개 이런 공동체들은 효과가 좋았다. 이타적인 시민들은 불이 난 것을 알리기 위해 교회의 종을 울려, 화재에 대한 대비와 불과의 싸움을 위한 인력이 필요하다는 것을 알렸다.
17세기의 소방 방법들은 철거와 물이었으며, 대형 화재의 경우에는 방화벽을 설치했다. 당시 법에 따르면, 모든 교구 내의 교회의 탑에는 소방을 위한 장비들을 비치해야 했다. 여기에는 긴 사다리와, 양동이, 도끼, 그리고 파이크폴이라고 불리는 갈고리가 달린 무거운 쇠막대가 포함되어 있었다. 가끔씩 높은 건물에 화재가 났을 때는 화약의 폭발로 더 큰 화재를 방지하는 것이 효과적이기도 했는데, 이 방법이 런던 대화재의 불이 점점 사그라질 때 점점 더 많이 사용되게 됐고, 현대의 역사가들은 이 방법이 완벽한 소방을 한 것에 큰 획을 그었다고 생각한다.

## 화재 진압 실패
1600년대의 런던 교는 템스강 남부와 도시의 사이를 잇던 유일한 물리적 연결로였고, 공동 주택들로 온통 덮여 있었다. 1632년 화재로 인해 사람들이 많이 사망했다. 런던 대화재 당시 일요일 새벽이 되었을 때, 집들은 불에 타기 시작했다. 새뮤얼 피프스는 런던탑에서 일어난 화재를 관찰한 뒤에, 일기에 다리의 공동 주택에서 사는 사람들에 대해 우려를 나타냈다. 불이 런던 교를 건너 남쪽에 있는 서더크 자치구까지 번질 것이라는 말이 있었지만, 다행히도 화재는 다리 위에 있던 건물들 사이의 오픈 스페이스에 방화벽을 세워 완벽하게 소방을 완료했다.
높이가 5.5m나 되는 런던 월은 화재를 피해서 도망가는 노숙자들을 죽음에 처하게 했다. 강변에서 불이 났고, 강으로 탈출하는 것은 거의 불가능했고, 실질적으로 탈출이 가능했던 출구는 성벽의 문 여덟 개 뿐이었다. 원래 처음 며칠 동안 사람들은 이 곳을 탈출하려는 기미가 거의 보이지 않았다. 불은 자주 났고, 민병대들이 빠르고 효과적으로 소방을 했기 때문에, 이들을 믿은 것이었다. 불이 난지 한참이 지난 후에야 사람들은 화재를 피하기 위해 서둘러 짐을 꾸려 도망쳤다. 그마저도 몇 명은 성벽 밖으로 나가지 않고, 불이 번지지 않은 안전한 은신처로 옮기곤 했다. 교구의 교회로 가거나 세인트폴 대성당으로 가는 사람도 있었는데, 몇 시간 지나지 않아 불에 타기 시작한 교회들을 다시 나오기 일쑤였다. 많이 장소를 옮기는 사람들은 하루에 네다섯 번이나 옮기기도 했다. 밖으로 나가야 된다는 필요성을 인식했을 때는 월요일이 다 지나갔을 때가 되어서야 모든 사람들의 머릿속에 강조되기 시작했다. 바깥으로 나가야 한다는 것만 생각하는 사람들이 보따리, 수레, 말과 마차 등을 한꺼번에 들고 나가려 하자, 좁은 대문은 혼란으로 가득찼다.
소방을 시도해 보려는 노력을 좌절시킨 주요인은 거리의 비좁음이었다. 화재가 나지 않은 원래의 정상적인 상황에서도, 좁은 골목에 수레와 마차, 걸어가는 많은 사람들이 뒤섞여 있는 게 교통 마비 상태였다. 화재 당시에는 철거반과 소방관들이 사람들이 끌고 나오는 큰 짐들과 거리에서 야영을 하는 사람들 때문에 더 이상 불에 다가가지 못했고, 사람들에 의해 북새통이 되어 통로가 봉쇄된 것이나 마찬가지였다.

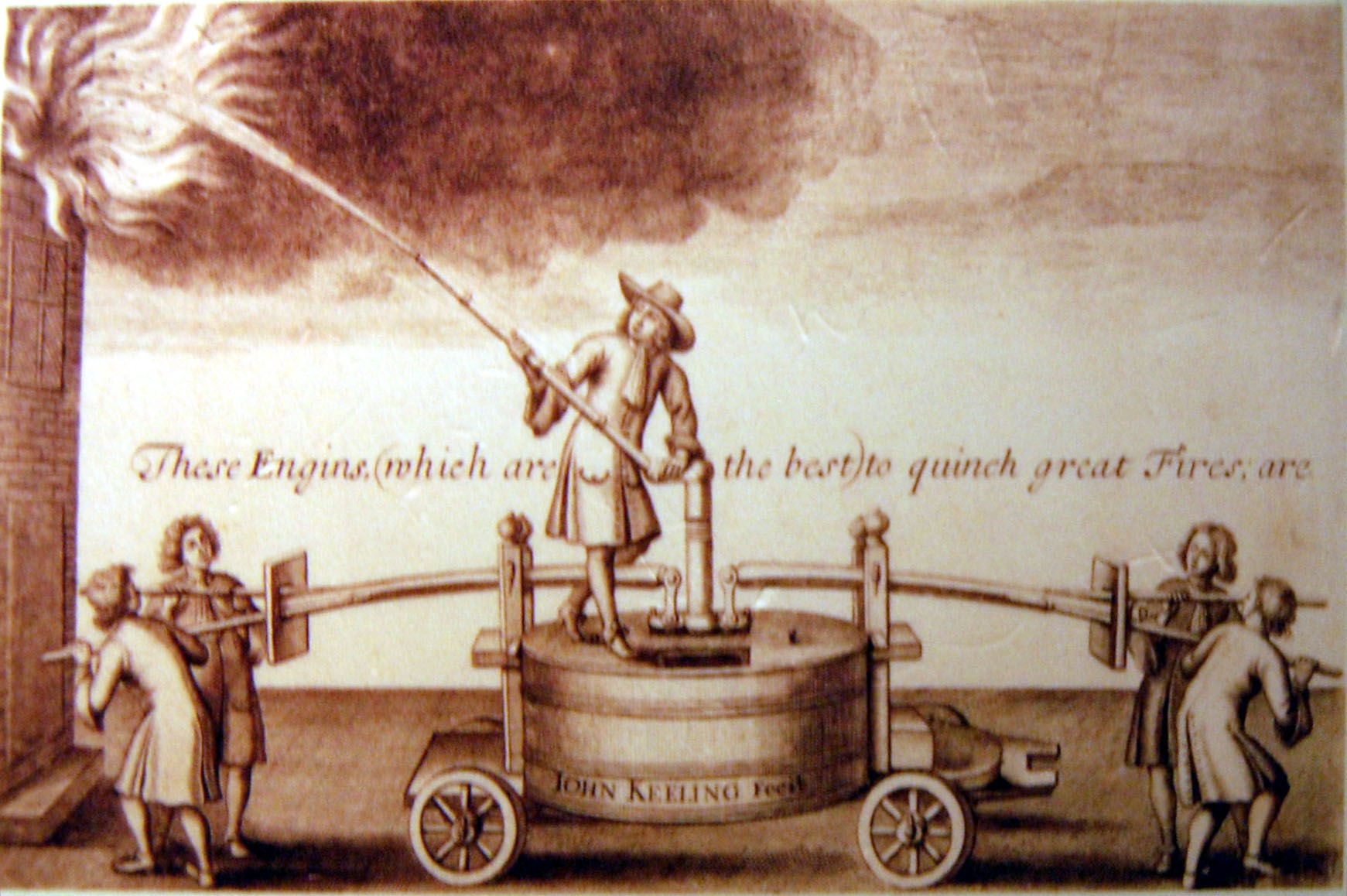
17세기에 사용되었던 소방차 그림.

화재가 일어났을 때 바람의 방향을 따라 위험에 노출된 건물을 철거하고, 파이크폴이나 폭발물 등으로 화재를 저지하는 방법도 종종 효과적인 방법으로 사용되었다. 하지만 이 때는 시장경이 지도력이 부족한 탓에, 이에 맞는 명령을 내리지 못해 철거가 몇 시간 동안이나 지연되었다. 찰스 2세가 직접 "집을 아끼지 말고 철거하라"는 명령을 내렸을 무렵에 불은 몇 시간 내에 많은 집들을 삼켰고, 철거부들은 더 이상 좁은 거리와 붐비는 사람들로 인해 거리를 통과할 수 없었다.
물을 이용해 불을 끄는 것도 실패했다. 원리로만 보았을 때, 물은 당시 3만 채의 집에 물을 공급하던 콘힐의 급수탑에서 끌어 올 수도 있었고, 강이 만조했을 때, 그곳에서도 끌어올 수도 있었다. 또한 이즐링턴의 허드포드셔 저수지의 물을 이용하는 것이 충분히 가능했다. 불타는 건물 근처의 파이프를 열어 호스를 연결하거나 양동이를 채울 수도 있었다. 결정적으로 발화점이었던 푸딩 레인은 강과 가까웠다. 이론적으로는 강에서 제과점까지, 그리고 제과점에 인접한 건물들에 이르는 모든 도로들에 소방관이 두 줄로 서서 양동이에 물을 채우고, 그 물을 불에 뿌린 다음에 다시 빈 양동이를 강에서 퍼오는 식으로 하면 화재도 진압이 가능했다.
적어도, 일요일 아침이 거의 다 지나갔을 때 피프스가 강변에서 불을 보았을 때까지 이런 일은 일어나지 않았다. 피프스는 일기장에 아무도 불을 끄려고 하지는 않았으나, 대신 그들은 자신의 물건을 이동시키며, 불과는 최대한 멀리 떨어지려고 하였다고 언급했다. 불길은 활동하지 않는 소방대의 간섭을 받지 않은 채로 가연성 창고가 있는 강변으로 조금씩 이동하더니, 곧 그곳까지 번졌다. 소방관들이 강에서 직접적으로 급수되는 것을 차단하고, 런던 교 아래의 물레바퀴를 돌려 콘힐의 급수탑으로 물을 퍼올리기 시작했다. 이로 강에 직접적인 접근과 근처의 파이프로의 물 공급이 더 이상 이루어지지 않았다.
런던은 예전의 대규모 화재에 사용되었던 현재의 소방차 형태를 띠고 있는 첨단 소방 기술을 보유하고 있었다. 그러나, 효율적인 파이크폴과 달리 이 차들은 큰 차이점이나 기능적으로 그리 좋지는 못했다. 이 기계들 중에서 몇 개만이 바퀴를 가지고 있었고, 나머지 기계들은 썰매같은 수송 기구로 보내졌다. 먼 길을 가야했고, 화재 현장에 도착했을 때는 너무 늦게 도착했으며, 그리 긴 사거리가 아니었으며, 호스는 따로 도착을 해야 사용할 수 있었다.
이때, 정확히 파악할 수 없는 소방차가 바퀴로 거리를 이동하거나 끌고 다녔는데, 그 중에서 일부는 도시 건너편에서 온 것들이었다. 기계들은 강까지는 도달할 수는 없었으나, 조금이나마 강둑의 일부에 도달할 수 있었다. 한 남자 무리들이 물을 채우기 위해 기계를 강까지 끌고 갔고, 그 중에서 몇 개가 템스강으로 떨어졌다. 그때쯤에는 이미 기계가 불을 끄기 위한 효과적인 거리 안으로 도달하기에는 불이 너무 커졌고, 푸딩 레인으로 들어갈 수 조차 없게 되었다.

## 화재의 과정
화재 당시에 많은 런던 시민들이 자신들이 겪은 경험들 담은 편지와 회고록을 작성했다. 이 중에서 가장 잘 알려진 게 새뮤얼 피프스 (1633-1703)와 존 이블린 (1620-1706) 이었다. 둘 다 런던 대화재 때의 사건들과 자신의 반응을 나날이 세세하게 기록하였고, 도시 전역과 그 너머에서 일어나고 있는 일들을 알리기 위해 많은 노력을 기울였다.

### 일요일 아침

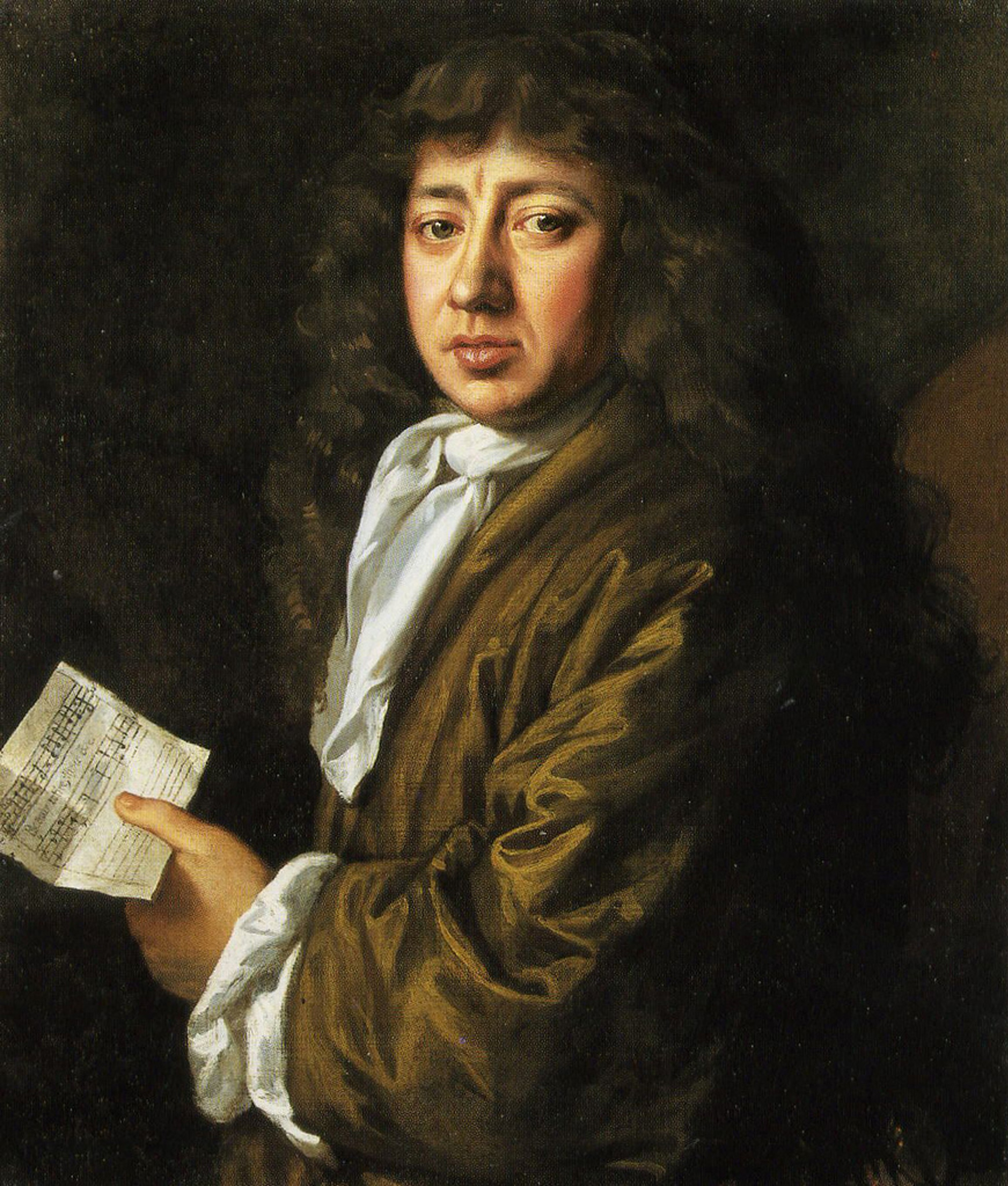
새뮤얼 피프스. 그림은 존 해일스가 그렸으며 1666년 작이다.

1664년과 1665년에 두 차례의 비가 많이 오는 여름을 지내고, 런던은 1665년 11월부터 예외적인 가뭄에 시달리게 됐다. 대화재까지 약 10개월가량 지속되었던 가뭄으로 목조건물의 나무는 바싹 말라 있었다. 결국 9월 2일 일요일 자정이 조금 지난 시각에 푸딩 레인에 있는 토마스 패리너라는 사람의 제과점에서 화재가 일어나게 된다. 토마스 패리너와 그의 가족들은 위층에 갇혔으나, 런던 대화재의 첫 번째 희생자인 화재로 겁을 먹었던 여직원 한 명을 제외하고는, 간신히 위층 창문으로 하여금 옆집까지 기어올라갔다. 이웃들은 토마스 패리너의 제과점의 불을 끄는데 도움을 주려고 애썼다. 화재 한 시간 후에 교구의 순경들이 도착해 이웃집들에 더 이상 화재가 번지지 않도록 철거를 하는 것이 낫다고 판단했고, 토마스 패리너의 가족들은 이에 항의했다. 순경은 당시 시장경이었던 토마스 블러드워스 경을 불렀는데, 오직 시장만이 무력으로 토마스 패리너의 항의를 무효화할 수 있는 권한을 가지고 있었다.

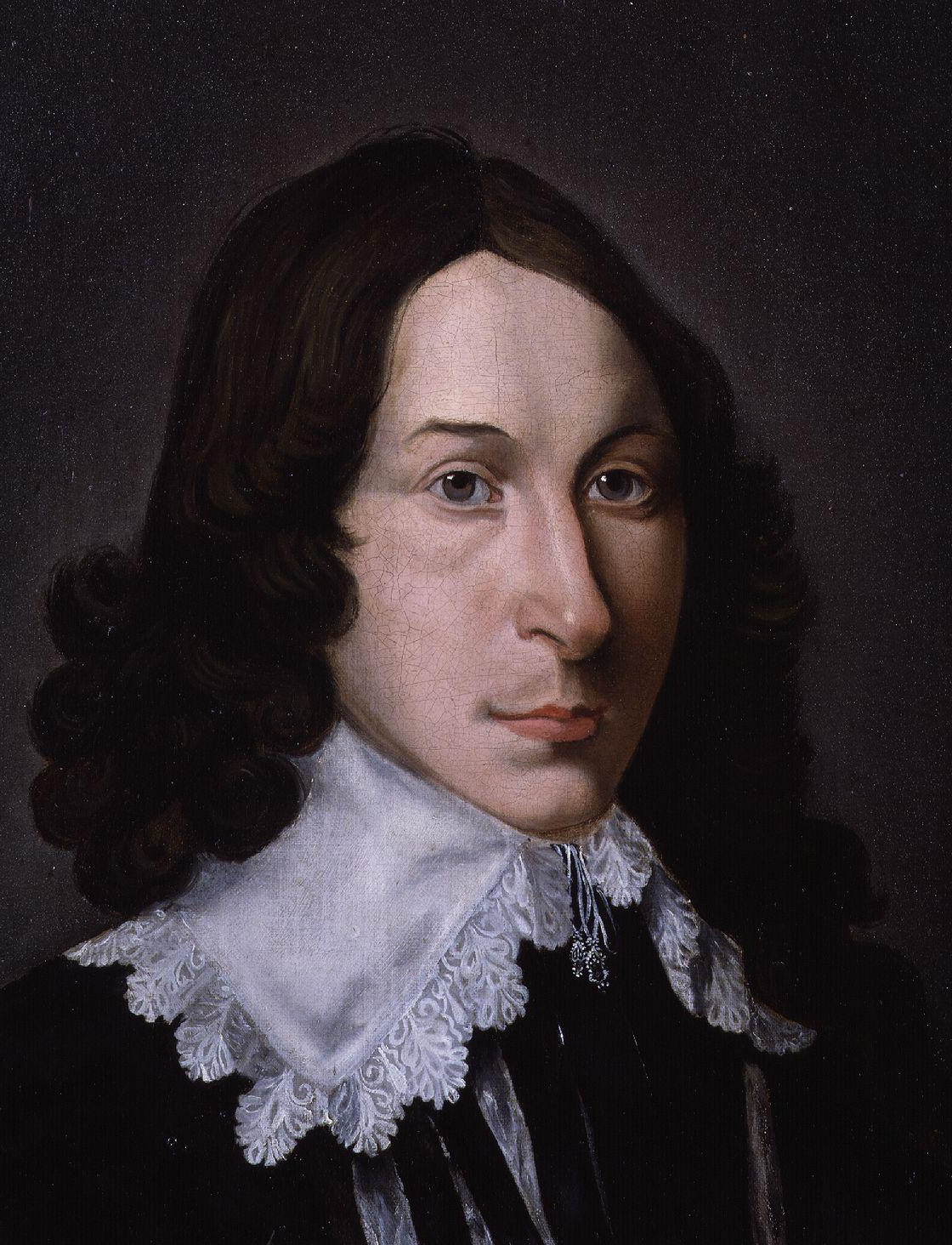
존 이블린.

블러드워스가 제과점에 도착했을 때, 불은 이웃들의 집을 이미 집어삼키고 강변에 위치해 있던 종이 창고와 가연성 물품을 저장한 저장고로 가고 있었다. 경험이 많은 소방관들은 집을 철거해 불을 막자고 말하였으나, 블러드워스는 대부분의 시설이 임대한 건물이고, 건물의 소유주를 찾을 수 없다는 이유로 이를 거절했다. 블러드워스는 원래 자신이 시장경의 일을 충실히 해낼 수 있어 시장경이 된 것이 아니라, 아첨꾼으로 고위 간부에게 아첨을 해 시장경 직에 임명이 된 것으로 여겨진다. 블러드워스는 갑작스러운 위기 상황에 당황했고, "흥! 이 불은 여자 오줌으로도 끌 수 있어"라고 말하고는 떠났다. 불이 점점 커져 도시가 파괴된 후, 피프스는 1666년 9월 7일 자신의 일기에 이렇게 기록하였다. "사람들은 전부 바보같은 시장경의 단순함에 큰 소리로 항의했고, 특히 이 화재에 대한 모든 잘못을 그의 책임으로 물었다."
피프스는 런던 대화재 당시에 해군 관련해 고위직에 있었다. 피프스는 화재가 났을 당시에 런던탑에 올라가 첨탑에서 화재를 처음 보았는데, 그는 일기장에 동풍이 화재를 대화재로 바꾸어 놓았다고 기록했다. 당시에 화재는 이미 몇 개의 교회를 불태웠고, 300채 정도의 가옥이 있는 강변에 도달했다고 추정했다. 런던 교의 집들은 이미 불타고 있었다.
그는 가까운 거리에 있는 푸딩 레인 주변의 파괴의 정도를 조사하기 위해 보트를 탔고, 사람들에 대해 "모든 사람들은 물건을 치우려 노력하고, 강으로 뛰어들거나, 사공을 부르기도 했다. 가난한 사람들은 자신의 집 앞까지 불이 탈 때까지 기다렸다가, 자신의 집에 불이 붙으면 강가로 뛰어들거나, 다른 곳으로 자리를 옮겼다"라고 묘사했다. 피프스는 불이 동풍을 타고 서쪽으로 오면서 화이트홀까지 갔다고 하며, 그가 도착하자 사람들이 이에 관한 이야기를 설명했고, 그 설명이 모두를 놀라게 했으며, 이 이 모든 것들이 왕에게 전해졌다고 일기에 기록했다. 그래서 그는 호출을 받았고, 요크 공작들과 왕에게 자신이 본 것을 말했고, 찰스가 집들을 철거하라고 말하지 않는 한, 그 어떤 방법도 소방은 불가능하다고 했다, 이윽고 그는 피프스에게 명령해 시장경에게 가서, 그에게 집을 아끼지 말고 철거하라고 명령한 것을 전해달라고 부탁했다. 요크 공작 제임스는 왕실 생활 경비대를 화재 진압에 돕기 위해 사용을 해도 된다고 말했다.
화재가 났을 때 어린 학생이었던 윌리엄 태즈웰은 웨스터민스터 대수도원에서 아침 예배를 마치고 나왔을 때, 일부 난민이 푸딩 레인에서 서쪽으로 1마일 정도 떨어진 웨스터민스터 계단 근처에서 아무것도 입지 않고 담요만 걸치고 있는 난민들을 보았다. 거룻배의 사공은 갑자기 뱃삯을 비싸게 받기 시작했고, 운이 좋은 몇몇 난민들만이 보트에 자리를 잡았다.

### 일요일 오후

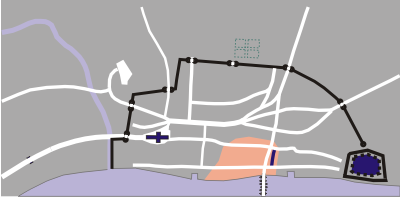
9월 2일 일요일 저녁까지 화재로 피해를 입은 면적.

불은 강풍에 빠르게 번졌고, 일요일 아침나절이 되자 사람들은 불을 끄려고 하는 시도를 하지 않고 자리를 버리고 달아났다. 보행자와 그들의 보따리, 수레 등은 소방관들이 화재 현장으로 들어갈 수 없게 만들었다. 피프스는 화이트홀에서 다시 시내로 마차를 타고 들어갔지만, 더 이상 마차로는 안으로 들어갈 수 없어서 세인트폴 대성당 앞부터는 걷기 시작했다. 수레와 물건을 가지고 사람들은 여전히 물건을 지고 불에서 멀어져 가고 있었다. 화재와 그리 가까이 있지 않는 교구의 교회들은 사람들이 넘쳐났고, 내부에도 가구와 온갖 귀중품들로 가득 차 있었으나, 그것마저도 얼마 있지 않아서 자리를 옮겨야 했다.
피프스는 제임스의 병사 제의를 거절한 뒤에 잠자리에 들었다. 찰스 2세는 현상을 시찰하기 위하여 바지선으로 화이트홀에서 푸딩 레인까지 갔다. 푸딩 레인에 도착한 찰스 2세는, 블러드워스가 피프스에게 집을 철거하라는 명령을 들었음에도 불구하고 여전히 집들을 철거하지 않았다는 것을 알게되었고, 블러드워스의 권한을 남용하며 화재 구역 서쪽의 대량 철거를 명령했다. 화재는 이미 통제 불능의 상태까지 갔기 때문에 이런 조치는 크게 쓸모가 없었다.
푸딩 레인에서 경보가 발령된 지 18시간이 되자, 불길은 아예 자체적인 날씨를 만들어낸 듯이 그 열기가 매우 뜨거웠다. 굴뚝 효과 때문에 바람이 안으로 불게 됐고, 이 바람 때문에 불이 쉽게 꺼지지 않았다. 대신에 바람은 화염에 신선한 산소를 공급했고, 난기류의 상승으로 바람의 방향이 남쪽과 북쪽 두 갈래 모두로 갈라지는 등 불규칙하게 만들었다.
피프스는 초저녁에 아내와 몇몇 친구와 함께 강으로 갔다. 그는 불이 여전히 거셌다고 일기에 기록했다. 그는, 뱃사공에게 연기를 피울 수 있을 만큼 불에 가까이 가달라고 부탁했다. 하지만 너무 열기가 뜨거웠던 탓에 피프스와 일행은 사우스뱅크에 있는 한 주택에 가서 어둠이 찾아올 때까지 그곳에 머물러 있었고, 런던 교와 강을 건너는 불을 볼 수 있었다고 일기에 기록하였다.

### 월요일
화재는 9월 3일 월요일 새벽까지 서쪽과 북쪽으로 확대되었고, 전날보다 남쪽과 북쪽 모두 더 멀리 거세게 치솟았다. 남쪽으로 번지는 것은 대부분 강에 의해 중단됐지만, 런던 교의 집들을 몽땅 불태우고는 다리를 건너서 사우스뱅크와 서더크까지 위협하고 있었다. 서더크는 다행히도 1632년 화재로 템스강의 다리 위에 있던 방화벽 덕분에 불이 번지지는 않았다. 타고 남은 불들이 조금 타긴 했으나, 재빨리 제압했다.

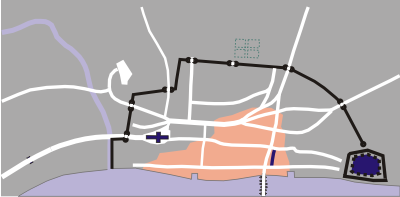
9월 3일 월요일 저녁까지의 피해 면적.

불이 북쪽으로 번진 것은 시의 재정적인 부분을 맡고 있는 곳에 다다랐다. 롬바르드가에 있는 은행가들은 월요일 오후에 불에 타기 시작했고, 도시와 국가에 중요한 금화 더미들이 녹기 전에 사람들은 안전한 곳으로 보내도록 했다. 몇몇 신문사들은 이틀째 런던 시민들을 사로잡는 것 같은 절망, 무력감, 그리고 현재 왕립 거래소와 쇼핑 센터같이 위협을 받고 있는 부유하고 인기있는 지역들, 그리고 치프사이드에 있는 건물들을 구하기 위한 노력이 부족함을 강조했다. 왕립 거래소는 늦은 오후가 되자, 불에 타기 시작했고 몇 시간만에 불타 사라져버렸다.
이블린은 시 외곽에서 4마일 (6km) 정도 떨어져 있는 뎁트포드에 살아서 화재의 초기 과정을 보지 못했다. 그는 마차를 타고 다른 상류층 사람들과 함께 마차를 타고 서더크로 가서 그 경치를 구경했다. 그 혼란은 훨씬 커졌다. 존 이블린은 일기에 그 광경을 이렇게 언급하였다. "도시 전체가 무서운 화염에 휩싸여 있었다; 템즈가와 런던 교 위의 모든 집들, 치프사이드가 불에 잡아먹혔다".
월요일 저녁에, 이블린은 강물이 배와 보트로 뒤덮여 탈출구가 갖가지 물건들로 가득 차 있다고 기록했다. 또한 그는 병목현상처럼 성의 문을 통해 수레와 보행자들이 빠져나가는 것을 보고, 몇 마일 동안 온갖 종류의 이동 수단과 텐트가 설치되어 있었고, 텐트는 사람과 그들의 물건까지 보호했다고 언급했다.

### 의심과 공포

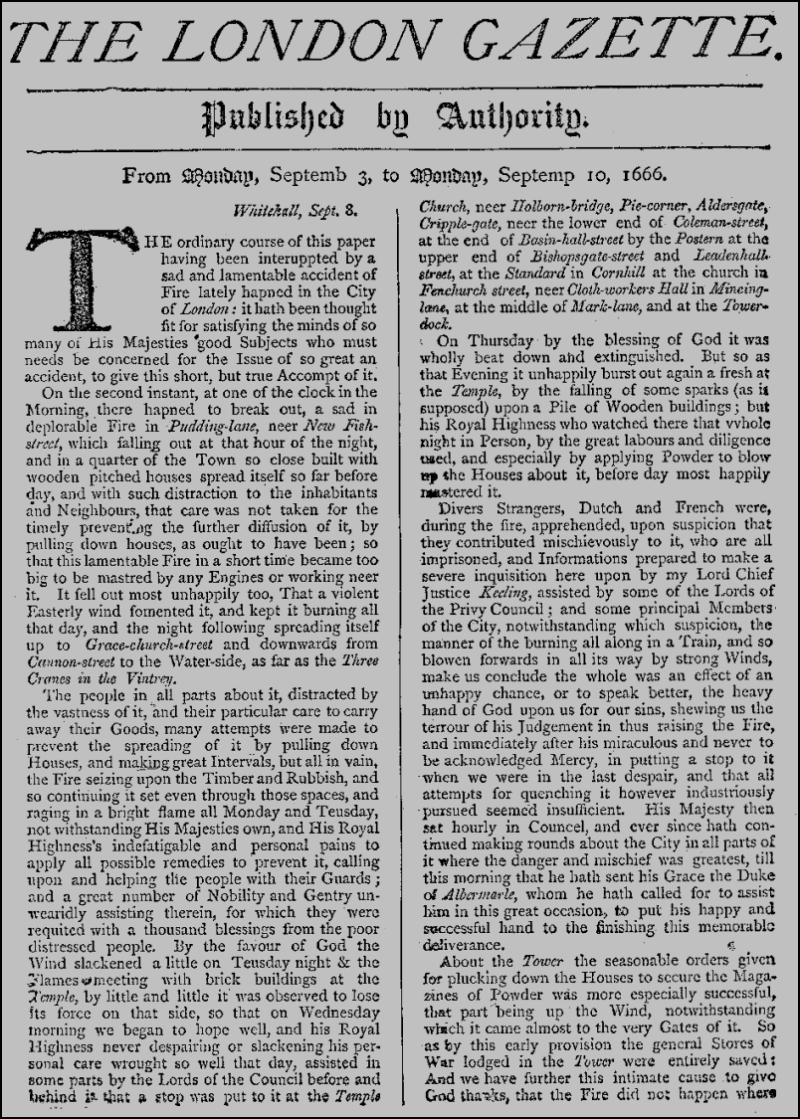
런던 가제트는 9월 3일부터 9월 10일까지, 런던 대화재에 관한 설명이￼￼ 신문의 1면을 차지했다.

런던 대화재가 사고가 아니라 고의라는 의혹이 런던에서 일어나기 시작했다. 이 의혹의 용의자는 외국인이었는데, 특히 영국과 전쟁중이었던 네덜란드와 프랑스 사람들이 주를 이루었다. 위장을 한 외국인들이 집에 불덩이를 던지거나 수류탄 같은 걸 던지는 모습을 목격했다는 소리가 나옴에 따라 의심과 공포는 월요일이 되자 확실시 되었다. 거리는 외국인들의 폭력이 일었다. 윌리엄 태즈웰은 한 폭도들이 프랑스 화가의 가게를 약탈하게 하고, 대장장이가 거리의 프랑스인에게 다가가서 쇠막대기로 그의 머리를 때리는 것을 공포에 질린 채 지켜보았다고 말했다.
테러에 대한 두려움은 신문사가 화재로 인해 소실되어 신문이 더 이상 나오지 못하게 되자 증폭되었다. 전국에 걸쳐 게시물이 전달되었던 트레드네들가의 편지 사무소는 월요일 아침 일찍 불탔다. 런던 가제트는 프린트된 종이들에 불이 붙기 전에 겨우 월요일 분을 내놓게 되었다. 전국이 이 신문에만 의존했고, 이 신문이 사라지게 되면서, 온갖 루머로 가득차게 된다.
또한 월요일의 의혹은 집단적인 공황과 편집증으로까지 번졌고, 민병단과 런던의 근위 보병 제2연대는 화재 진압에 덜 집중하게 되고, 외국인과 가톨릭교도, 그리고 이상하게 생긴 사람들을 검거하거나 사람들로부터 구출하는 데 초점을 맞추게 된다.
주민들은 상류층의 사람들로부터 그들의 소지품을 훔치기도 했다. 어떤 사람은 상류층 사람의 짐꾼으로 고용이 되어, 물건을 훔치기도 했다. 이는 신체가 건강한 사람들에게 수입원을 제공했고, 외에도 수레와 배를 모는 사람들에게 큰 돈이 되었다. 화재가 일어나기 전에 배를 끄는 뱃삯은 몇 실링 밖에 들지 않았으나, 월요일에는 이 뱃삯이 40파운드까지 올랐는데, 이는 2005년 기준으로 4,000파운득가 넘는 재산이다.
런던의 손이 닿는 곳마다 수레꾼과 배를 소유한 사람들이 돈을 벌기 위해 도시로 갔듯이, 사람들은 성문에서 서성거렸다. 성문에서의 혼란은 치안판사들에 의해 월요일 오후가 되어서야 성문을 닫으라는 명령으로 그나마 진정되는 줄 알았으나, 이는 주민들의 관심을 화재 진압으로 바꾸려는 것이었다. 이 명령은 다음날 철회됐다.
월요일은 거리, 특히 문에서의 질서가 무너지게 되고 불길은 걷잡을 수 없이 타오르게 되면서 민병 소방관들의 활동의 시작을 알렸다. 시장경이었던 블러드워스는 소방서를 조정해야 했으나, 월요일 전에 그는 분명히 런던을 떠난 것으로 보인다. 블러드워스란 이름은 월요일에 있었던 어떤 사건에 대한 신문이나 설명에서도 언급되어 있지 않았다. 화재로 위급해진 상황에서 찰스 2세는 요크 공작 제임스에게 소방 활동에 대한 권력을 맡기게 된다.
제임스는 화재가 난 곳 주위에 지휘소를 설치하고, 거리에서 발견되는 난민이나 하층민이라면 누구든지 돈을 받을 수 있고 음식도 배급받을 수 있도록 해주고, 소방대원에 추가하게 된다. 또한 찰스는 자신이 직접 철거를 명령하였다. 이는 왕가가 화재에 대한 재발을 막기 위해 직접 움직인다는 것을 보여주며 시민들로부터 불안감을 없애기 위한 것이었다. 제임스와 구명대원들이 월요일 내내 거리를 돌아다니며 외국인들을 시민들로부터 구출하고, 거리 내의 질서를 지키려 노력했다. 9월 8일 제임스를 본 목격자는 "요크 공작은 밤낮으로 끊임없이 불길을 잡으려 노력하고, 사람들을 구하려 하는 모습이 사람들의 마음을 사로잡았다"라고 언급했다.
월요일 저녁에, 베이나드 성의 석벽이 화염을 저지할 것이라는 희망이 무너졌다. 이 역사적인 왕국은 월요일 밤새 불타고 완전히 소진되어 버렸다.

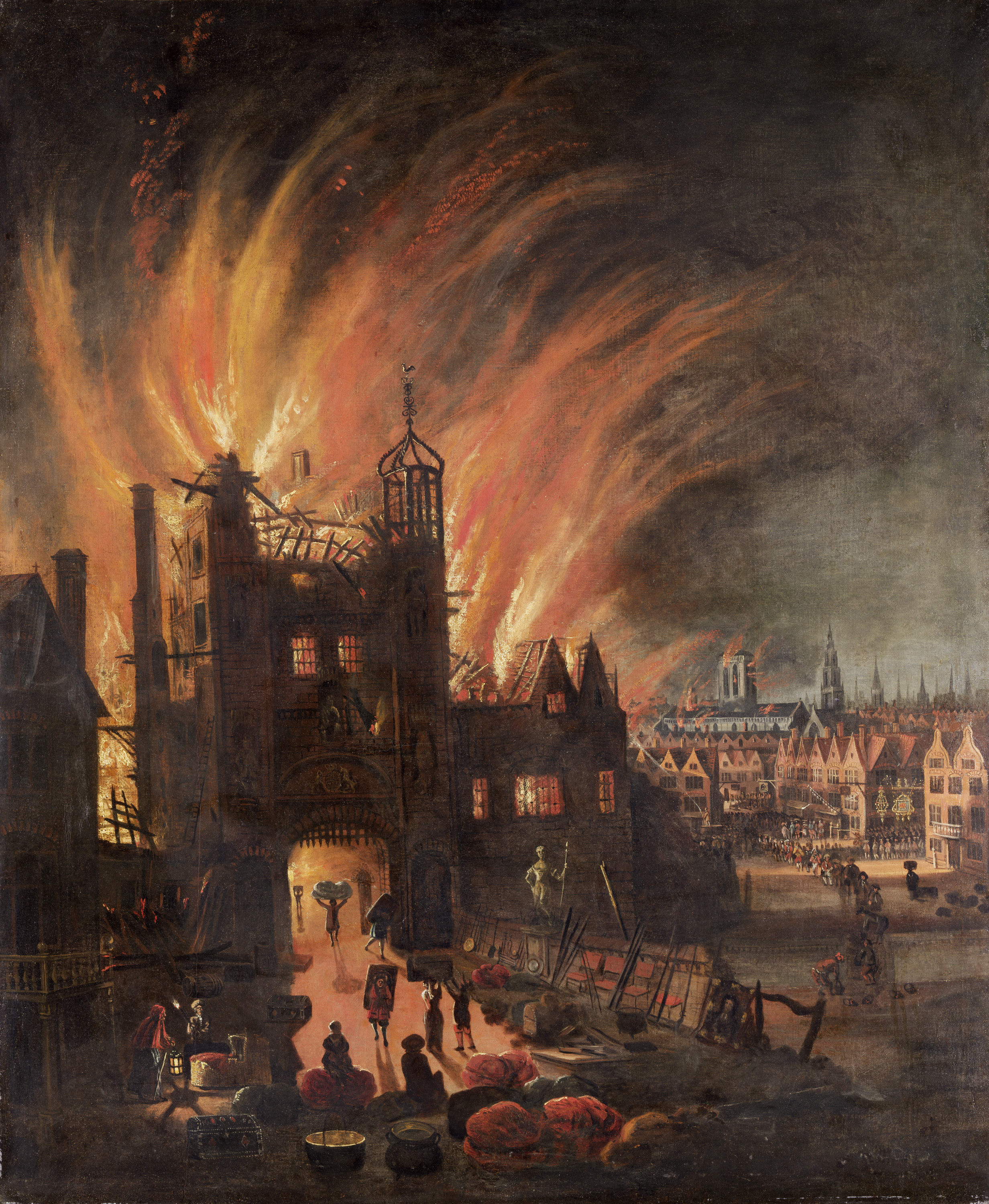
무명의 화가가 1670년에 그린 불에 타는 루드게이트. 세인트폴 대성당은 오른쪽의 사각 모양의 탑이다.

### 화요일
9월 4일 화요일은 가장 파괴가 큰 날이었다. 제임스는 화이트홀궁을 향해 서쪽으로 오고 있는 불기를 막기로 되어있었다. 그는 플릿강이 플릿 브리지에서 템스강까지 자연적인 방화벽이 불길을 막기를 바랐다. 하지만 화요일 아침 일찍 불길이 플릿강을 넘어 사그라들지 않는 동풍으로 서진해, 사람들을 달아나게 했다.
마침내 제임스와 소방관들이 계획을 세웠다. 이 계획은 화재가 일어난 곳의 북쪽에 방화벽을 만들어 놓는 것이었다. 불은 늦게까지 타고 있었고, 불길이 방화벽을 뛰어넘어 치프사이드의 넓고 부유한 쇼핑가들을 파괴하기 시작했다.
모든 사람들이 세인트폴 대성당의 두터운 석벽과 빈 광장의 형태가 방화벽의 역할을 해 불길로부터 안전한 피난처라고 생각을 했었다. 화요일에 세인트폴 대성당 내에는 사람들이 끌고온 물건들로 가득 차 있었고, 성당의 지하실에는 세인트폴 대성당에 인접한 거리에 있는 인쇄 종이들과 서점들의 책들로 가득 차 있었다. 하지만 이 건물은 크리스토퍼 렌이 세인트폴 대성당을 설계할 때 나무 판자를 사용했고, 그것이 화재 당시까지 남아있었다는 걸 아는 사람은 거의 없었고, 화요일 밤이 되었을 때, 성당에 불이 붙었다.
학교가 끝난 윌리엄 테즈웰은 1마일 정도 떨어진 웨스터민스터 계단에 서서 불길이 성당 주위를 기어오르고 나무 판자들로 덮인 지붕이 타는 것을 지켜보았다. 30분도 지나지 않아 지붕은 녹기 시작했고, 지하실의 책과 서류들이 굉음과 함께 불에 타기 시작했다. 존 이블린의 일기에는 "성당의 돌들은 수류탄처럼 날아다녔다"고 언급했다. 녹고 있는 납은 시냇물 속으로 흘러들어갔고, 성당은 순식간에 폐허가 되었다.
세인트폴 대성당의 지하실에 돌덩어리가 떨어져, 인쇄지와 책들이 모두 불에 타버렸다.
낮 동안 불길은 푸딩 레인에서 동쪽으로 이동하기 시작했는데, 이는 동풍을 정면으로 거스르면서 화약 상점과 함께 피프스가 있는 런던탑을 향했다. 탑의 수비대들은 서쪽에서 분주히 움직이고 있는 제임스와 소방관들에게 도움을 요청하였고 하루종일 기다렸으나, 답이 없던 나머지 스스로 그 근처의 집들을 부셔서 방화벽을 만들었고, 불이 더 이상 동쪽으로 번지지는 않았다. 피프스가 윌리엄 코번트리에게 보낸 편지에서 하늘 전체가 불에 타는 느낌이라고 언급했다.

### 수요일

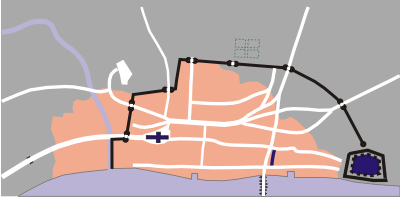
9월 4일 수요일까지 피해를 본 면적. 이 중 대부분의 피해가 화요일에 일어났으며, 수요일에는 큰 피해가 없었다.

화요일 저녁에 바람이 잦아들었고, 수비대가 만든 방화벽이 9월 5일인 수요일부터 효력을 발휘하기 시작했다. 불길을 막은 것은 템플이었다. 피프스는 연기가 자욱한 도시의 전역을 걸어다녔고, 파괴된 도시를 보기 위해 바킹 교회의 첨탑에 올랐다. 그리고 "내가 본 것 중 가장 슬프고 황량한 광경"이었다고 언급했다. 아직도 작은 불들이 많이 일어나고 있었으나, 대화재는 끝났다. 일요일이 되자 비가 도시 위로 내려 불이 꺼졌다.
피프스는 도시의 바로 북쪽에 있던 공공 공원인 무어필드에 방문하여 집이 없는 난민들과 물건을 혼자 보관하고 있는 형편없는 노숙자들을 보았다. 그는 공원 주변의 빵 가격이 두 배로 뛰었다고 말했다. 이블린 역시 노숙자들이 집회를 열고 있는 주요 지점이었던 무어필드에 나가 그 안에서 고통스럽게 살아가는 사람들을 보고 이렇게 말하였다. "사람들은 굶주림으로 죽을 준비가 되어 있는데도, 단 한 명도 돈을 구걸하지 않는 런던 사람들의 자존심에 감명을 받았다."
정신적인 충격을 받은 화재의 희생자들 사이에서 공포는 그 어느 때보다 고조되었고, 외국인 방화범에 대한 공포와 프랑스와 네덜란드의 침략에 대한 공포도 사람들 사이에서 두려움으로 자리잡았다. 수요일 밤, 무어필드와 이즐링턴 등에서 공황 상태가 발생했다. 플릿가에서는 5만 명의 프랑스와 네덜란드 이민자들이 오기 시작했다는 이야기가 나왔고, 사람들은 불을 끄기 위해 무어필드 쪽으로 행군했다. 행군을 하면서 본 남자는 목을 베고, 여자들을 강간하였는데, 이는 그들의 조금 밖에 되지 않는 소유물들을 훔치기 위해서였다. 이 단체는 민병대들에 의해 다시 밀려났다고 한다.
당시의 분위기는 너무나 변덕스러웠던 까닭에 찰스는 군주제에 대한 런던 사람들의 반란이 두려웠다. 그래서 존재했나 싶을 정도로 조용하고 중단되었던 음식 생산과 유통을 시작했다. 찰스는 매일 빵이 공급되어 도시에 들어올 것이고, 그 둘레에 안전한 시장들이 설치될 것이라고 발표하였다. 이 시장들은 사고 파는 시장을 의미한다. 이는 긴급 지원금을 분배하는 데 사용되었다.

## 죽음과 혼란
화재로 인한 사망자는 공식적으로 밝혀진 바에 따르면 극소수에 불과하며, 적었던 걸로 추정된다. 포터는 8명이라고 언급했고, 티니스우드는 한 자리 수라고 제시하였다. 하지만 여기서 일부 사망자는 기록되지 않은 것이 틀림없고, 화재와 연기 흡입으로 인한 직접적인 사망 외에도, 난민들이 임시 수용소나 겨울이 찾아왔을 때 저체온증으로 사망한 것으로 알려져 있다.
핸슨은 런던 대화재 당시에 극작가였던 제임스 셜리와 아내가 추운 겨울에 한 때 자신의 집이었던, 폐허가 된 집터에서 옹기종이 모였거나 살고 있다며, 사망자가 몇 명밖에 되지 않는다는 주장에 문제를 제기했다. 또한 핸슨은 죽거나 린치를 당한 가톨릭교 신자나 외국인들이 요크 공작 제임스에 구출되었다는 것은 왜곡된 것이고, 가난한 사람들의 사망 수는 기록하지 않았으며, 시체를 완전히 태우거나 조금의 유해만 남겼을 가능성이 있다고 말했다.또한 화재는 나무와 직물, 초가 지붕만을 태운 것이 아니라 강가에 있던 기름, 피치, 타르, 석탄, 지방, 설탕, 알코올, 화약, 테레빈유 등 수많은 물건을 집어삼켰을 것이라고 지적한다. 부두에 있던 녹은 강철(용융점 1250~1480℃)과 거대한 쇠사슬(용융점 1100~1650℃)을 녹였고, 이름 모를 사람의 뼛조각들은 화재 후에 수만 톤의 잔해에 묻혀 발견되지 못했거나 귀중품이나 재건할 때 잔해를 치우는 일꾼이 이를 발견하지 못 하거나 지나쳤을 가능성이 있을 것이라고 말했다.
핸슨은 이 화재가 수 세기 동안 발생하지 않았던 큰 도시 화재라고 말하며, 불이 가난한 사람들을 빠른 속도로 잡아먹었다고 강조하면서 확실히 노인과, 영유아, 장애인과 절름발이 등의 사람은 확실히 탈출하지 못한 채 지하실의 잔해 밑에 묻혔다고 하며, 이 화재는 수백 명, 어쩌면 수찬 명의 사상자를 냈다고 언급했다.
빌스 오브 모탈리티(주간 사망자 통계)는 화재로 인한 혼란으로 화재 기간 동안에는 편찬되지 않았다.
건물 등의 물질적인 파괴는 13,200채의 집, 교구 내 교회 87채, 44채의 회사 건물과 왕립 거래소, 세관, 브라이드웰 구빈원과 몇 개의 교도소, 우체국과 루드게이트, 뉴게이트, 올더스게이트까지 세 개의 성문이 손실되었다. 처음에는 손실된 화폐가치가 1억 파운드로 계산되었으나, 이후에 불확실하지만 천만 파운드(2018년 한화로 약 2조)로 줄어들었다.

## 화재의 영향

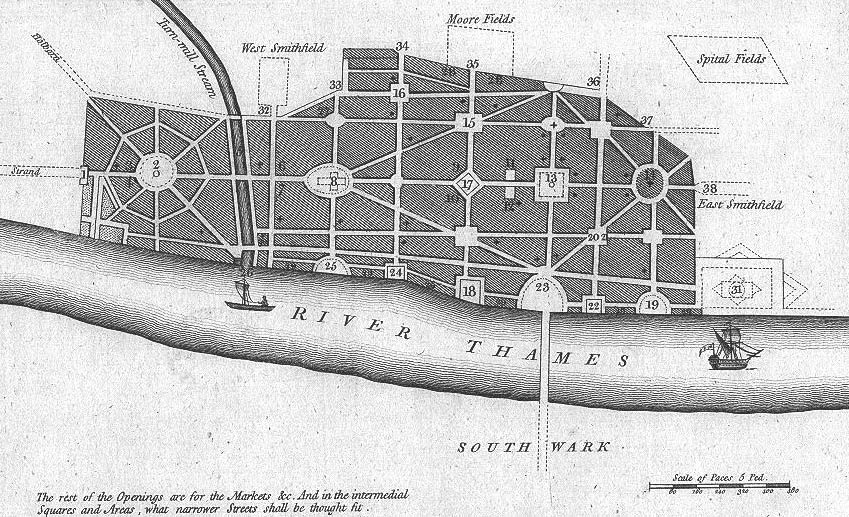
존 이블린의 재건 계획.

프랑스에서 태어난 시계 제작자였던 로버트 휴버트는 자신이 화재를 냈으며, 교황의 대리인이라고 주장했고, 런던은 이를 받아들였다. 원래 그는 처음 자신의 방화를 주장할 때, 웨스터민스터에 불을 질렀다고 하였으나, 이후에 웨스터민스터에 불이 나지 않았다는 것을 안 그는 푸딩 레인의 토마스 패리너가 운영하는 제과점의 창문에 수류탄을 던졌다고 주장했다. 하지만, 휴버트는 불이 났을 당시에 런던에 있지도 않았으며, 토마스 패리너의 제과점을 보지 못했던 그는 제과점에 창문이 없다는 것을 몰랐다. 더욱이 휴버트는 수류탄을 던지는 것이 불가능할 정도로 몸을 가누기 힘든 상태였다. 이런 오류에도 불구하고, 유죄판결을 선고받았고 1666년 9월 28일 타이번에서 교수형을 당했다. 휴버트가 죽은 후 몇 년이 지났을 때, 스웨덴에서 항해하는 선장에 의해, 휴버트가 화재가 이틀 뒤에 런던으로 들어왔다는 것으로 완전히 판명되었다.
네덜란드에서 런던 대화재는 제2차 영국-네덜란드 전쟁 당시에 네덜란드의 한 마을이 영국에 의해 통째로 타버린 것에 대한 신의 천벌로 생각되기도 했다.

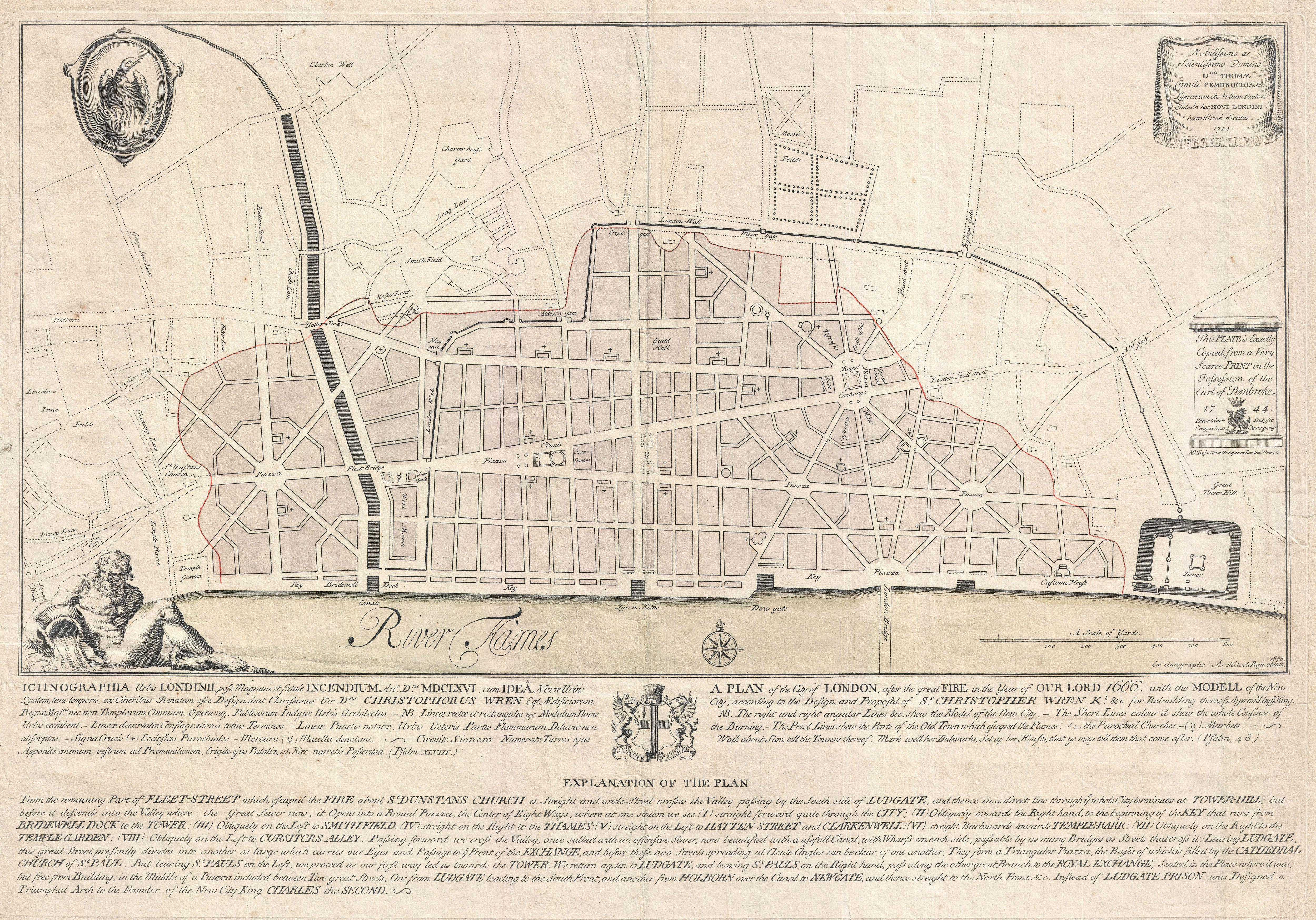
크리스토퍼 렌의 런던 재건 계획.

1666년 10월 5일, 프랑스의 베네치아 대사였던 마크 안토니오 주스티니안은 베네치아의 도제와 루이 14세가 런던 대화재를 "많은 사람들에게 부상을 입힌 참담한 사고"였다고 언급했다. 루이 14세는 당시 영국에 있었던 고모인 앙리에타 마리에게 런던 시민들의 곤경을 완화시키기 위하여 어떤 식량이나 물건이든 보내겠다고 제안했으나, 루이 14세는 런던 대화재가 프랑스의 국익이라는 것을 숨기지는 않았다. 화재 전에 프랑스 배들이 영불해협이나 북해를 건널 때 영국으로부터 많은 위협을 받았으나 화재가 발생하면서 이런 위협이 줄었고, 이곳을 빼앗을 수도 있었기 때문이었다. 후에 루이 14세는 프랑스와 네덜란드 함대를 합쳐 더 큰 함대로 만들려고 하였으나, 이는 토마스 알린이 이끌었던 영국 함대와 마주치게 되어 실패로 끝났다.
화재가 끝난 이후 혼란과 불안 속에서 찰스 2세는 런던의 반란을 두려워했다. 그는 노숙자들에게 런던을 떠나 다른 곳으로 정착할 것을 권하면서 "영국의 모든 도시들은 반대 없이 곤궁에 처해있는 사람을 무조건 수용해야 한다."는 선언문을 발표했다. 또한 임대인과 임차인과의 사이의 분쟁을 처리하고, 재정 능력에 따라서 누가 건물을 재건축해야 할지를 결정하기 위해 특별한 소방법원이 설치되었다. 그 법정은 1667년 2월부터 1672년 9월까지 운영되었고, 사건들은 보통 하루 안에 결정이 내려졌다; 역사가들은 이 소방법원이 없었다면, 런던 시민들의 분쟁은 훨씬 오래가게 되고, 런던의 회복도 매우 지연되었을 것이라고 주장했다.
파괴된 런던을 재건하기 위해 효율적인 재건 계획이 쏟아졌다. 만약 이 재건 계획들 중 일부만이라도 계획대로 재건되었더라면 런던은 바로크의 성지인 파리와 비슷하게 장엄한 바로크 양식의 건물들이 세워졌을 것이다. (가령 존 이블린의 재건 계획) 왕가와 런던은 이러한 계획들이 어느정도 수용되어 있는 대규모 리모델링을 하려고 했으나, 그 땅의 소유주들이 정확히 찾아지지 않았으며, 찰스가 런던을 떠나라고 장려했던 까닭에 사람들이 떠나가 노동력이 부족해졌다. 이로 인해 존 이블린 외에도 로버트 훅, 발렌타인 나이트, 리처드 뉴코트 등이 세운 재건 계획들은 실행되지 못했다.
땅의 소유에 대한 복잡함이 해결되지 않은 상태에서, 바로크식의 어떤 건물 조차 실현될 수 없었다. 대신에 낡은 도로의 부분과 화재로부터의 안전, 위생 등 여러가지가 개선되어 재건하는 런던에 적용되었다. 더 넓은 거리와, 템스강을 따라 만든 개방적인 부두들, 강에 가는 길을 막는 집들도 사라지게 되었고, 무엇보다 중요한 점은 목조 건물이 사라지고 석조 건물이 들어서게 된 것이다. 새로운 공공 건물들은 화재 이전의 부지에 새로 지어졌고, 런던의 재건에서 가장 유명한 것이 새로운 세인트폴 대성당을 포함한 크리스토퍼 렌의 50개의 새 교회였다.
푸딩 레인 근처에는 찰스의 계획과 크리스토퍼 렌, 로버트 훅의 설계로 200피트 (61m) 정도 되는 런던 대화재 기념탑이 들어서게 된다. 이 이후에 런던 대화재 기념탑의 이름을 딴 지하철 역도 생기게 된다. 1668년에 기념탑에는 가톨릭 신자들에 대한 비난이 쓰여지게 되는데 내용은 이렇다.
| “ | 여기. 바로 천국에 허락을 받아 지옥이 이 개신교 도시에 부서졌다. 가톨릭교의 믿을 수 없고, 악한 움직임이 시작됐다. 가톨릭의 광란은 공포를 만들었고, 이 공포는 아직 꺼지지 않았다. | ” |

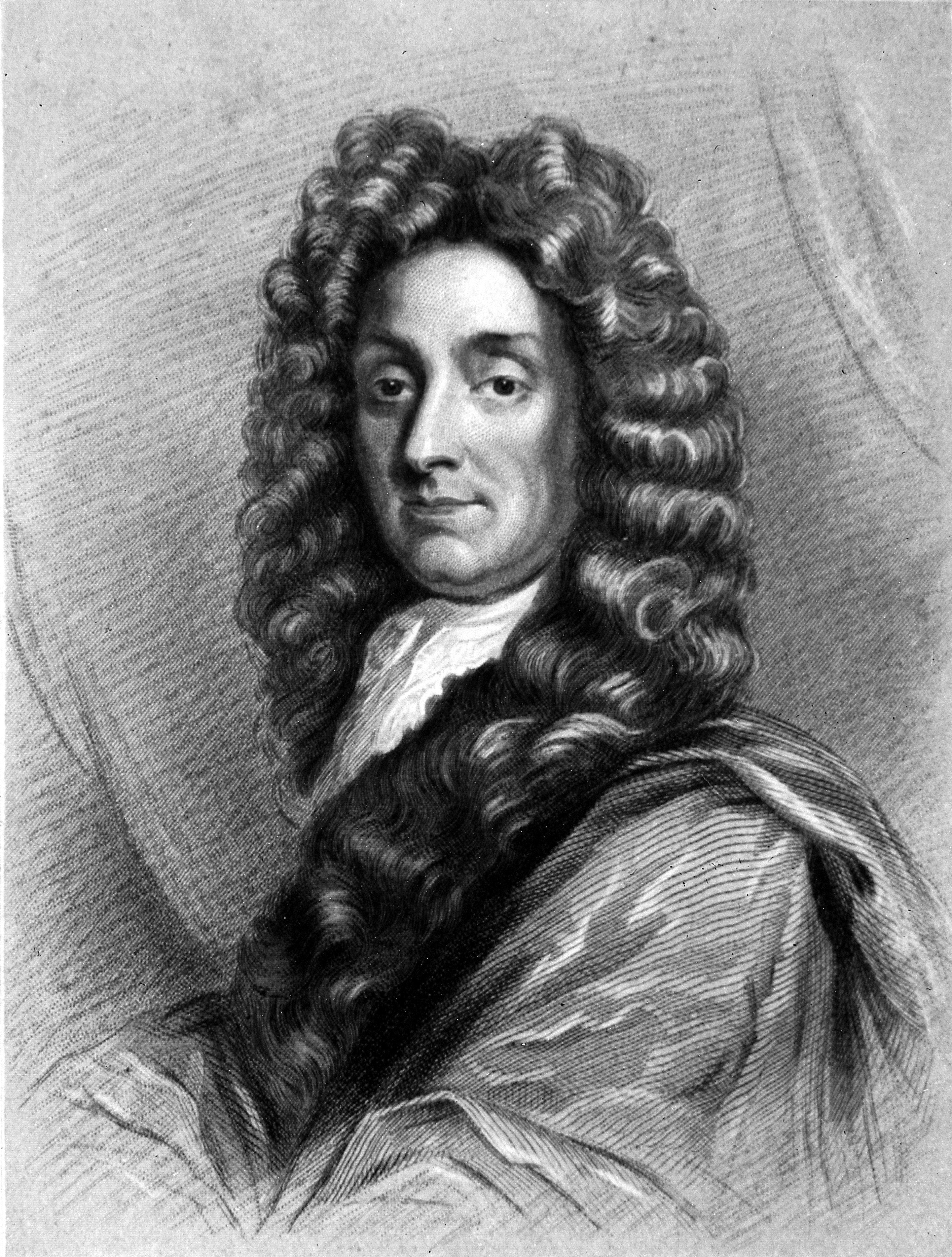
크리스토퍼 렌.

이 문구는 1829년 로마 가톨릭 구제법이 통과된 후에 찰스 피어슨에 의해 1830년에 사라졌다. 런던에는 또 다른 기념비가 있는데, 이 기념비는 불이 멈춘 지점을 표시한다. 이 기념비는 스미스필드에 있는 황금 소년인데, 비문에 따르면 불이 푸딩 레인에서 시작되어 이곳 스미스필드의 파이 코너에서 멈춘 것은 시티오브런던에 대한 신의 분노의 증거라고 하였다.

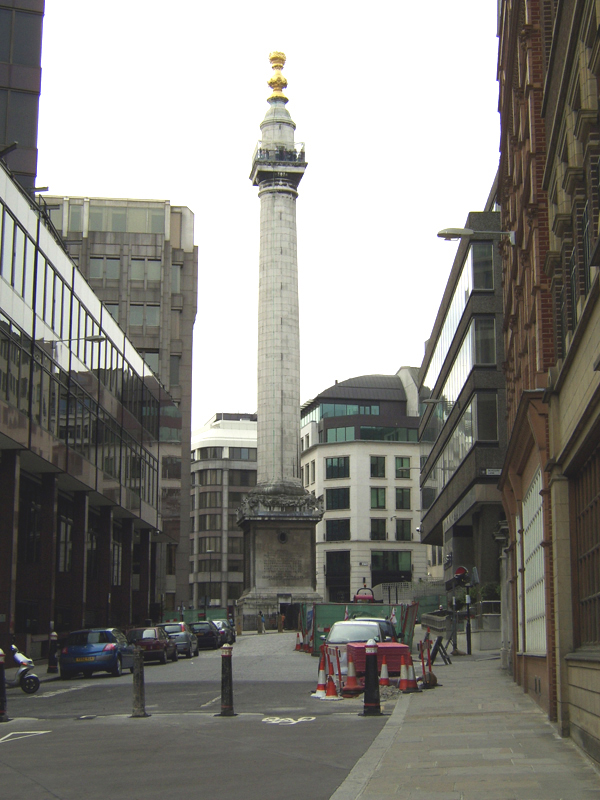
크리스토퍼 렌과 로버트 훅이 설계한 런던 대화재 기념탑.
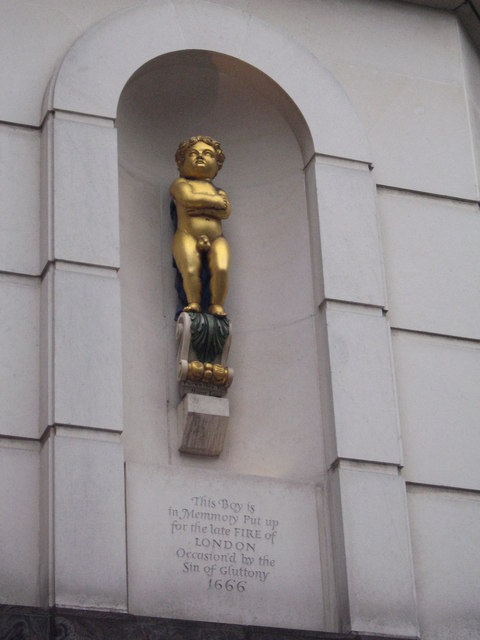
파이 코너의 황금 소년 동상.

1665년에 발생한 런던 대역병은 런던 주민의 6분의 1인 8만 명의 목숨을 앗아갔고, 항간에서는 런던 대화재 덕분에 대역병이 재발하지 않은 것이라는 말도 있다. 화재가 페스트를 전염시키는 쥐와 벼룩을 다 없애서 장기적으로 보았을 때는 사람들의 생명을 구했다는 것이다. 하지만 역사가들은 런던 대화재가 대역병의 재발을 막은 것에 대해는 동의하지 않는다. 예로 런던 박물관 웹사이트에서는 서로 이들이 연관성이 있다고 주장하는 반면에, 역사가인 로이 포터는 가장 더러운 슬럼들이 모여있는 곳은 피해가 가지 않았기 때문에 연관성이 없다고 주장한다.니콜라스 바번(1649-1698)은 런던 대화재가 일어나기 전에는 의사였으나, 대화재가 일어난 후 건축업으로 전향하여 집을 잃은 사람들에게 돈을 조금 받고, 화재 전에 사람들이 살던 집과 같은 집을 지어주는 회사를 차리게 되었다. 그리고, 이는 화재보험의 기틀을 마련하였다.
화재 이후 퀸 스트리트는 화재 이전의 도로 계획을 따르던 와중에 거의 유일하게 새롭게 단장된 곳으로, 예전에 사용하던 길을 가로질러 템스강에서 길드홀로 올라가는 새로운 길을 만들었다.

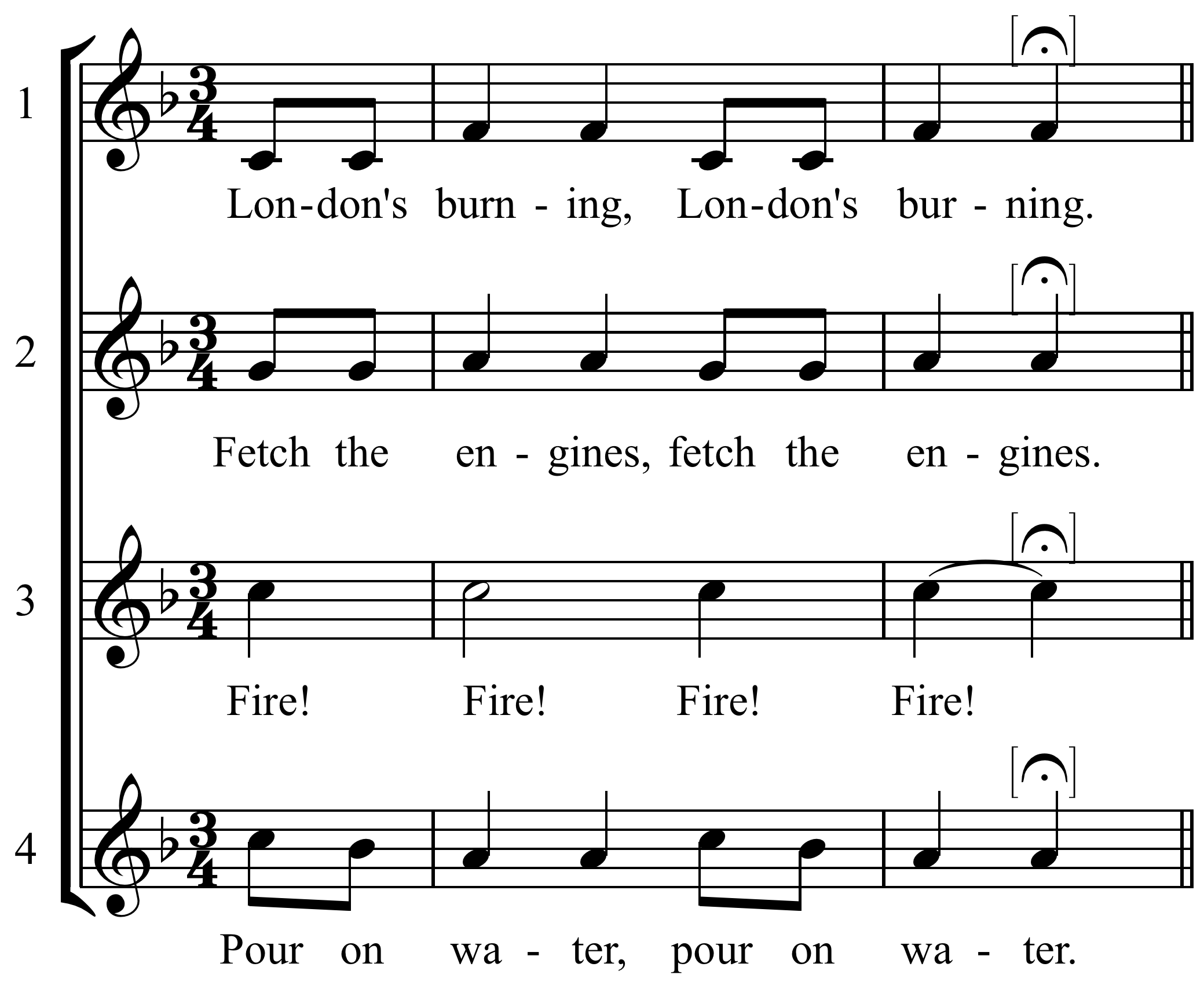
"London's Burning"의 악보와 가사.

## 문화
- 윌리엄 해리슨 에인즈워스의 「Old St Paul's」는 런던 대화재가 그 배경이다.[70]
- 〈The Great Fire〉는 2014년 ITV에서 방영한 미니 시리즈이다. 4개의 에피소드로 구성되어 있다. 시나리오는 푸딩 레인의 제과점을 운영하는 가족이 가톨릭 음모사건과 연루된다는 이야기이다.[71]
- "London's Burning"은 런던 대화재를 노래하는 돌림노래이다.[72] 1580년에는 "Scotland's Burning"이란 곡이 만들어지기도 했다.[73]

### 참고 서적
- 존 이블린 (1854). Diary and Correspondence of John Evelyn, F.R.S. 허스트 & 블래킷 출판.
- 닐 핸슨 (2001). The Dreadful Judgement: The True Story of the Great Fire of London. 더블데이 출판. 핸슨의 작품에 대한 평가는 Lausanne, Alain을 참고. "Revue plurdisciplinaire du monde anglophone".
- 닐 핸슨 (2002). The Great Fire of London: In That Apocalyptic Year, 1666. 와일리 출판. 핸슨의 The Dreadful Judgement와는 다른 책.
- 제임스 리아조 (2001) [1961]. The Plague and the Fire 보관됨 2019-08-28 - 웨이백 머신. ISBN 978-1-908291-22-6.
- "London: the city as a phoenix – The Great Fire of London". Richmond upon Thames Library Service 소장.
- 케니스 오웬 모건. (2000). Oxford Illustrated History of Britain. 옥스퍼드 대학교 출판부 출판.
- 새뮤얼 피프스 (1995). 로버트 래섬; 윌리엄 메튜. The Diary of Samuel Pepys, Vol. 7. 하퍼콜린스 출판. ISBN 0-00-499027-7. 첫번째 출판은 1970년에서 1983년 사이에 런던의 Bell & Hyman에서 출판되었다. 피프스에 관한 세부 사항은 이것과 저작권 등에서 인용한다. 이 일기의 웹 버전들은 많은 오류들이 있는데 이는 래섬이 저작하기 전에, 피프스의 일기에 쓰여졌던 속기들이 정확하기 기록되어 있지 않았기 때문이다.
- 로이 포터 (1994). London: A social History. Cambridge: Harvard.
- Reddaway, T. F (1940). The Rebuilding of London after the Great Fire. 조너선케이프 출판.
- 브루스 로빈슨. London: Brighter Lights, Bigger City. BBC.
- 프란시스 셰퍼드 (1998). London: A History. 옥스퍼드 대학교 출판부 출판.
- 아드리안 티니스우드 (2003). By Permission of Heaven: The Story of the Great Fire of London. 조너선케이프 출판.
- 해리슨 에인즈워스 (1841). Old St Paul's, A Tale of the Plague and the Fire. (소설)